# Hydroides capensis
Hydroides capensis är en ringmaskart som beskrevs av Zibrowius 1972. Hydroides capensis ingår i släktet Hydroides och familjen Serpulidae. Inga underarter finns listade i Catalogue of Life.